# Rock Against Racism
Rock Against Racism (übersetzt: Rockmusik gegen Rassismus) wurde 1978 von Red Saunders, Roger Huddle und weiteren Aktivisten als Veranstaltungsplattform der 1976 ins Leben gerufenen britischen „Anti Nazi League“ gegründet, um der steigenden Anzahl von rassistischen Übergriffen und Verbalattacken ein positives Zeichen entgegenzusetzen. 

## Geschichte
Das erste und zugleich erfolgreichste Festival, das von „RAR“ veranstaltet wurde, war im Gründungsjahr 1978 der „Carnival against the Nazis“. Über 100.000 Demonstranten marschierten vom Trafalgar Square aus quer durch das Londoner East End (das Kerngebiet der ultrarechten National Front) zu einem deklariert antirassistischen Rockkonzert im Victoria Park (Hackney), an dem unter anderem The Clash, die Buzzcocks, Steel Pulse (welche der Kampagne auf ihrer LP Tribute to the Martyrs das Lied Jah Pickney – R.A.R. widmeten), X-Ray Spex, Misty in Roots und die Tom Robinson Band teilnahmen. Dabei wurde versucht, immer „schwarze“ (Reggae-, Ska-) und „weiße“ (Rock-, Punk-) Bands gemeinsam auftreten zu lassen.
Auslösendes Moment für die Initiative „Rock Against Racism“ waren auch öffentliche Entgleisungen von David Bowie und Eric Clapton gewesen. Während Bowie in einem (wie er später entschuldigend erklärte, unter schwerem Drogeneinfluss gegebenen) Interview mit Cameron Crowe für den Playboy (September-Ausgabe 1976) seine Bewunderung für Adolf Hitler äußerte und meinte, ein faschistischer Führer würde Großbritannien guttun, funktionierte Clapton ein Konzert in Birmingham zu einem Wahlaufruf für den ultrakonservativen, rassistischen Enoch Powell um: Großbritannien dürfe keine „schwarze Kolonie“ werden.
Aus „Rock against Racism“ wurde in der Folge die heute noch aktive Veranstaltungsplattform „Love Music-Hate Racism“. Künstler wie Mick Jones, The Buzzcocks, The Libertines, Ms. Dynamite und The Eighties Matchbox B-Line Disaster stellten sich für Auftritte im Rahmen von „Love Music-Hate Racism“-Events zur Verfügung. Weitere Veranstaltungen fanden im Juni 2005 unter dem Titel „Unite Against Fascism“ (unter vielen anderen mit Estelle, Pete Doherty und Terri Walker) und am 2. August 2005 in Penzance/Cornwall („Punk in Penzance for LMHR“) statt.
Auf die direkten Angriffe von RAR und (später) LMHR reagierte die National Front bereits 1977 mit der Gegenkampagne „Rock Against Communism“ (RAC) – RAC wurde in der Folge zum Synonym für Rechtsrock.
Direkt inspiriert von RAR war das Rock-gegen-Rechts-Festival am 16. Juni 1979 in Frankfurt (es spielten u. a. Udo Lindenberg und die Schmetterlinge), das sich gegen eine NPD-Großveranstaltung richtete.